# Демирапаранчай
Демирапаранчай (Дамир-Апаранчай, Дамирапаранчай; азерб. Dəmiraparançay — «река, влекущая железо») — река в Азербайджане, протекающая по территории Габалинского района. Река берёт своё начало на горе Курведаг на высоте около 3850 м и, протекая в юго-западном направлении по центральной части района, разветвляясь, впадает и в реку Турианчай и в реку Геокчай. С рекой Геокчай река встречается на высоте 385 м над уровнем моря на юго-востоке села Байрамкохалы. На севере города Габала в западном направлении от реки отделяется проток Карачай, который соединяется с рекой Турианчай на севере села Савалан.
Длина реки — 69 км². Площадь водосбора реки составляет 596 км².
На реке расположены город Габала, а также сёла Кюснет и Лаза. Правым притоком реки является Дурджачай. Над рекой Мучугчай, являющегося левым притоком реки Дамир-Апаранчай расположен водопад Мучуг, который падает с высоты около 50 м и занимает второе место в Азербайджане после водопада Афурджа.